# Артибоніт (департамент)
Артибоніт (фр. Artibonite Department, гаїт. креол. Latibonit) — один з десяти департаментів Гаїті. Адміністративний центр — місто Гонаїв. Площа — 4984 км², є найбільшим департаментом країни після Західного. Станом на 2009 рік населення департаменту становило 1 571 020 осіб.

## Адміністративний поділ
Департамент поділяється на 5 округів та 15 комун:
- Десалін
  - Десалін (Dessalines)
  - Дедюн (Desdunes)
  - Гранд-Салін (Grande-Saline)
  - Петі-Рив'єр-дель-Артибоніт (Petite-Rivière-de-l'Artibonite)
- Гонаїв
  - Гонаїв (Les Gonaïves)
  - Еннері (Ennery)
  - Естер (L'Estère)
- Гро-Морн
  - Гро-Морн (Gros-Morne)
  - Анс-Руж (Anse-Rouge)
  - Тер-Нев (Terre-Neuve)
- Мармелад
  - Мармелад (Marmelade)
  - Сен-Мішель-дель-Атталей (Saint-Michel-de-l'Attalaye)
- Сен-Марк
  - Сен-Марк (Saint-Marc)
  - Ла-Шапель (La Chapelle)
  - Веретт (Verrettes)

| Гаїті | Це незавершена стаття з географії Гаїті. Ви можете допомогти проєкту, виправивши або дописавши її. |